# 코라도 델 몬페라토 변경백
코라도 델 몬페라토(이탈리아어: Corrado del Monferrato, 피에몬테어: Conrà ëd Monfrà), 혹은 콘라드(Conrad)이라 불렸던 몬페라토 변경백이다. 예루살렘 왕위 즉위 직전에 암살교단(아사신)에 의해 암살당한 제3차 십자군측 인물 중 한 명이다. 일명 코라도라고 불리고 있다. 그의 무용은 이슬람측에서 알 말키슈의 이름으로 두려움의 대상이었다.

## 생애

### 비잔티움 제국에서의 코라도
코라도는 이탈리아의 명문가였던 몬페라토 변경백 가문 출신으로 피에몬테 지방에서 태어났다. 1179년 몬페라토 변경백작가와 당시 비잔티움 황제 마누엘 1세 콤네누스와 동맹을 맺은 시기, 코라도는 군대를 이끌고 출정하여 제국의 내란을 진압했다. 코라도는 지혜와 용맹을 겸비한 명장으로 알려져 두려움의 대상이었으나, 그 시기 비잔티움 제국의 내정은 매우 어지러워서 황제가 자주 바뀌었다.
1185년에 즉위한 황제 이사키오스 2세 앙겔로스가 특히 멍청하고 어리석었기에 제국의 내란은 계속 증가하고 있었다. 1186년 겨울 이사키오스는 코라도에게 자신의 의누이 테오도라를 아내로 맞아들여달라고 요청하였고, 그때쯤 비잔티움 제국을 떠나 십자군에 참가하려고 생각하던 코라도도 이를 받아들였다. 1187년 봄 콘스탄티노폴리스에서 결혼식을 거행하였고, 이로써 가문의 품격도 그 존재도 한 단계 더 올라서게 되었다. 결혼 후 당장 알렉시우스 브라나스 장군의 내란 진압에 나서서 장군을 죽이고 반란을 수습하였다.

### 티루스 방어전
코라도는 이전부터 비잔티움 제국내의 반라틴 감정을 답답하게 느끼고 있었고, 또 브라나스 일족에 의한 복수도 걱정이 되었다. 코라도는 콘스탄티노폴리스를 떠나 1187년 7월 예루살렘 왕국으로 이동해 항구도시 티레(티루스)의 수비를 맡게 되었다. 마침 아이유브 왕조의 살라딘이 지중해 연안 여러 도시를 함락하고 하틴 전투에서 예루살렘 왕국군이 대패한 까닭으로, 수도 예루살렘 함락은 시간문제였기에, 왕국은 멸망 직전까지 가게 되었다. 코라도는 티레에 몰려온 살라딘군에 대항해 시민의 사기를 높이고, 진형을 정비하고 이탈리아의 상선단의 도움도 빌려 만전의 준비를 갖춘 뒤 지형을 이용해 살라딘의 대군을 소수의 군으로 격퇴했다.
예루살렘 함락 후 그해 11월 티레는 예루살렘에서 온 난민들로 넘쳐났었는데, 살라딘은 다시 육지와 바다에서 동시에 티레를 공격했다. 코라도는 성을 훌륭하게 수비하고, 약점이라 할 수 있는 해안선에서도 이집트 배에 의한 공격에 대항해 화공으로 격퇴하여 첫 전투의 수주일간을 수비하는 데 성공했다. 장기전이 될 것이라 생각한 살라딘은 티레 공성전을 단념하고 다른 도시의 정복에 나섰으나, 이것은 코라도의 능력과 티레의 상륙거점으로서의 중요성을 가볍게 본 살라딘의 실패였다. 코라도는 예루살렘의 국왕 기 드 뤼지낭이 포로가 되면서, 영토도 티레 항구밖에 없게 된 예루살렘 왕국에 있어서 구심력을 높이며 중요한 위치를 차지하게 되었다.

### 왕위를 둘러싼 다툼
1189년 기는 살라딘에 의해 해방되어 티레에 돌아와 코라도에게서 도시의 지배권을 빼앗으려 했으나, 코라도는 이를 거부하고 오히려 하틴 전투에서 패배한 기는 왕으로써의 자격을 잃었다고 주장했다. 코라도는 기와 그의 아내로써 정식 왕위 계승자인 예루살렘의 시빌라의 입성을 거부하였으나, 기와는 아크레항에 대한 수년에 걸친 포위전에는 협력했다.
포위전 도중 1190년 시빌라와 그의 딸들이 병사하자 왕위계승을 둘러싸고 뤼지냥의 기 및 기타 귀족들과의 예루살렘 왕위 계승 다툼에 코라도도 뛰어들게 되었다. 다행히도 각지에서 아이유브 왕조군을 격퇴하여 용명을 떨친일, 자신의 가문의 품격 때문에 코라도는 지지를 모을 수 있게 되었다. 본국의 친척들의 도움도 빌려서 코라도는 아모리 왕의 딸로써 시빌라와는 어머니가 다른, 또다른 왕위계승자였던 이사벨 1세와 결혼하였다. 이때 이전에 결혼한 테오도라는 아직 살아있었기 때문에 이중결혼의 의혹이 일어났으나, 물러서지 않는 그에 대해 이혼신청이 나온것이 비잔티움 제국측에서 나왔기에 그렇게 큰 문제라고는 볼 수 없었다. 코라도는 왕이 될 자격을 얻었고, 이것을 기 들은 반대하였기에 왕에 즉위하는 것은 성공하지 못했다.

### 제3차 십자군 참가 및 죽음
1189년 제3차 십자군이 일어나자 코라도도 합류하여 티레항을 십자군의 상륙거점으로 제공하였다. 그때 제3차 십자군은 잉글랜드 왕 리처드 1세과 프랑스 왕 필리프 2세가 대립하였기 때문에 살라딘이 이끄는 이슬람군에게 연전연패하여 시리아에 있던 티레를 제외한 도시 전부가 살라딘에게 빼앗기게 되는 등 불리한 상황에 빠지게 되었다. 그런데, 코라도는 일찍이 약간의 병사와 함께 티루스에 들어와 전군(全軍)의 지휘를 맡아 살라딘의 대군을 격퇴했던 것이 알려지게 되어, 일약 주목을 받게 되었다. 코라도는 리처드 1세와 함께 아크레 공격을 강행, 1191년 7월 함락하여 성에 예루살렘 왕국의 깃발을 꽂게 되었다.
십자군에 참가한 기사들은 동료사이면서 대립을 계속하던 리처드 1세와 필리프 2세보다는 코라도를 십자군의 지도자로 이미 추대하여 지지하기 시작했다. 또한 예루살렘왕으로써 즉위하는 것과 동시에 왕국의 부활도 제후에게서 인정받을 정도였다. 이에 대해 리처드 1세는 반대하고, 신하중 1명을 대립후보로 세우려고 했으나, 코라도를 만나 그의 인격을 알고 난 다음에는 왕위계승을 승인하였다는 이야기가 전해진다.
그러나 코라도의 존재는 살라딘을 시작으로 이슬람측에 있어서 매우 위협적인 존재가 아닐 수 없었다. 또한 기 나 리처드 1세등 예루살렘 왕위를 둘러싼 적이 많았다. 코라도의 암살이 누군가의 의뢰로 이루어진 것인가는 지금까지도 알 수 없지만, 1192년 4월 니자르파(암살교단의 별칭이다)는 코라도의 암살계획을 계획하고, 코라도는 예루살렘왕으로 즉위하기 직전에 니자르파의 자객에게 습격을 당해 암살당하고 만다.
코라도와 이사벨 1세의 딸 마리아는 후에 이사벨 1세의 뒤를 이어 예루살렘 여왕이 되어, 장 드 브리엔과 결혼하였다.